# Blang Bladeh (Meukek)
Blang Bladeh is een bestuurslaag in het regentschap Aceh Selatan van de provincie Atjeh, Indonesië. Blang Bladeh telt 1369 inwoners (volkstelling 2010).